# Тіло Вольфф
Тіло Вольфф (нім. Tilo Wolff; 10 липня 1972, Франкфурт-на-Майні, Німеччина) — німецький музикант-мультиінструменталіст, який живе у Швейцарії, засновник і лідер гуртів Lacrimosa та SnakeSkin.

## Біографія
Народився у Франкфурті-на-Майні, але незабаром із батьками переїхав до Швейцарії, де оселився неподалік Базеля. З 12 років почав писати повісті, які були опубліковані в декількох літературних журналах. Після закінчення школи припинив навчання і став підробляти публікаціями в журналах та грою на трубі та піаніно. Перші пісні він записав у 1989 році. У 1990 заснував проєкт Lacrimosa, а також лейбл Hall of Sermon Records для записів власних робіт. Перший концерт було дано в Лейпцигу у 1993 році. У 1995 його альбом Inferno злетів на верхні рядки німецьких хіт-парадів, а в 1996 отримав нагороду «Alternative Rock Music Award». На живих виступах Вольфф, крім вокалу, виконує функції клавішника, а з 2005 року ще й трубача. На початку кар'єри сценічний образ Вольффа складався з розправленого «ірокезу», готичного макіяжу та барокових костюмів. Свою мрію записати на студії Еббі-Роуд за участю Лондонського симфонічного оркестру Тіло Вольф здійснив у 1999 в альбомі Elodia.
Його найтривалішим проєктом є група Lacrimosa, яка з моменту свого дебюту в 1990 році випустила 11 альбомів, які охоплюють різноманітний діапазон готичних, дарквейв та оркестрових музичних стилів. Вольфф створює, аранжує та пише тексти майже всіх пісень, а також співає та грає на фортепіано. Вольфф є художником і приніс свій внесок у дизайн обкладинок альбомів.
У рік заснування Lacrimosa Вольфф заснував лейбл Hall of Sermon Records, щоб фінансувати групу незалежно від зовнішніх звукозаписних компаній. У Hall of Sermon тепер є вісім гуртів, зокрема Dreams of Sanity та Girls Under Glass.
У 2004 році Вольфф заснував SnakeSkin, ще одну групу, яка значно відходить від музики Lacrimosa.
Вольфф також був менеджером німецького гурту Cinema Bizarre.
Крім цього, також виступає ді-джеєм, грає на фестивалях і в клубах по всій Європі.